# Caldera de Santorí
La caldera de Santorí és una gran caldera volcànica situada a la zona sud del mar Egeu, a 120 quilòmetres de Creta. En gran part es troba submergida i per sobre de la superfície del mar hi ha el grup circular de les illes de Santorí, que es compon de l'illa de Santorí (també anomenada Thera), l'illa més important; a la perifèria, les illes de Thirasia i Aspronisi, i al centre, el grup de les dues illes Kameni (Nea i Palea).

## Geografia

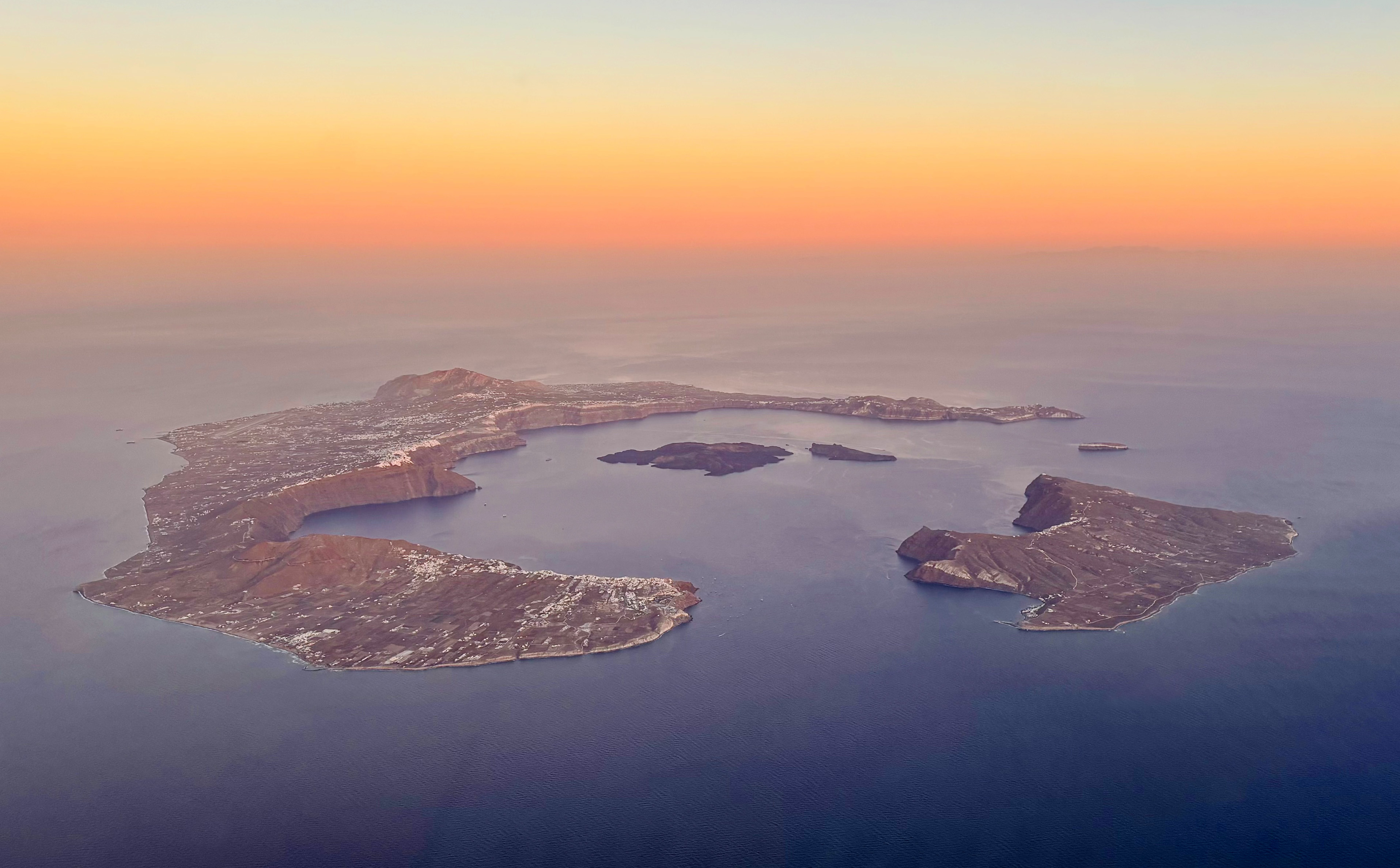
La caldera de Santorí vista des de l'aire.

La caldera fa uns 12 km per 7 km, amb uns penya-segats abruptes de 300 m de desnivell en tres dels seus costats. Hi ha dues petites illes volcàniques al centre de la caldera anomenades Nea Kameni ("Nova") i Palea Kameni ("Antiga"). Santorí, l'illa principal, té una àrea de 75,8 km², Thirasia de 9,3 km², i les illes deshabitades de Nea Kameni en té 3,4 km², Palea Kameni 0,5 km² i Aspronisi 0,1 km².
La bellesa extraordinària de les elevades parets de Santorí, adornades amb poblets de parets blanques, combinats amb un clima assolellat i unes condicions perfectes per a l'observació, l'han convertit en un imant per als vulcanòlegs, a més de ser també un centre turístic del mar Egeu.

## Geologia

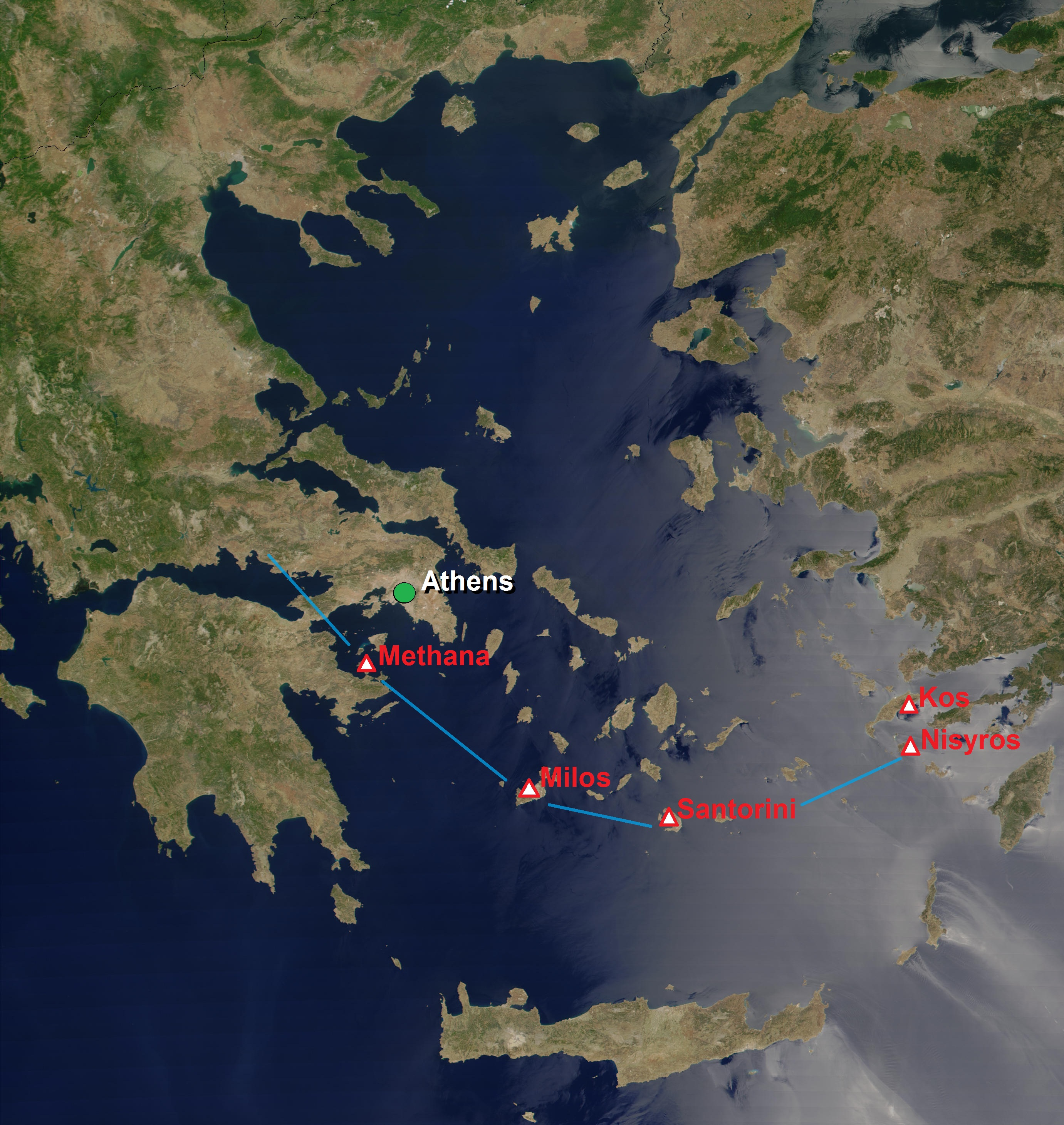
L'arc volcànic del sud de l'Egeu inclou els volcans Methana, Milos, Santorí i Nisyros.

El complex volcànic de Santorí és el sector més actiu de l'arc volcànic del sud de l'Egeu, el qual inclou als volcans Methana, Milos, Santorí i Nísiros. Aquest complex marca la subducció de la placa tectònica africana sota la subplaca de l'Egeu que forma part de la placa tectònica euroasiàtica, desplaçant-se a una velocitat de 5 cm per any en direcció nord-est. Aquesta subducció dona com a resultat sismes amb focus a profunditats de 150-170 km. Hi roques no volcàniques a Santorí a la muntanya Profitis Ilias, Taula Vouno, a la cresta Gavrillos, Pirgos, Monolithos i la banda interna de la paret de la caldera entre el cap Plaka i Athinios.
Les illes Kameni al centre de la caldera estan formades per roques de lava.

## Vulcanologia

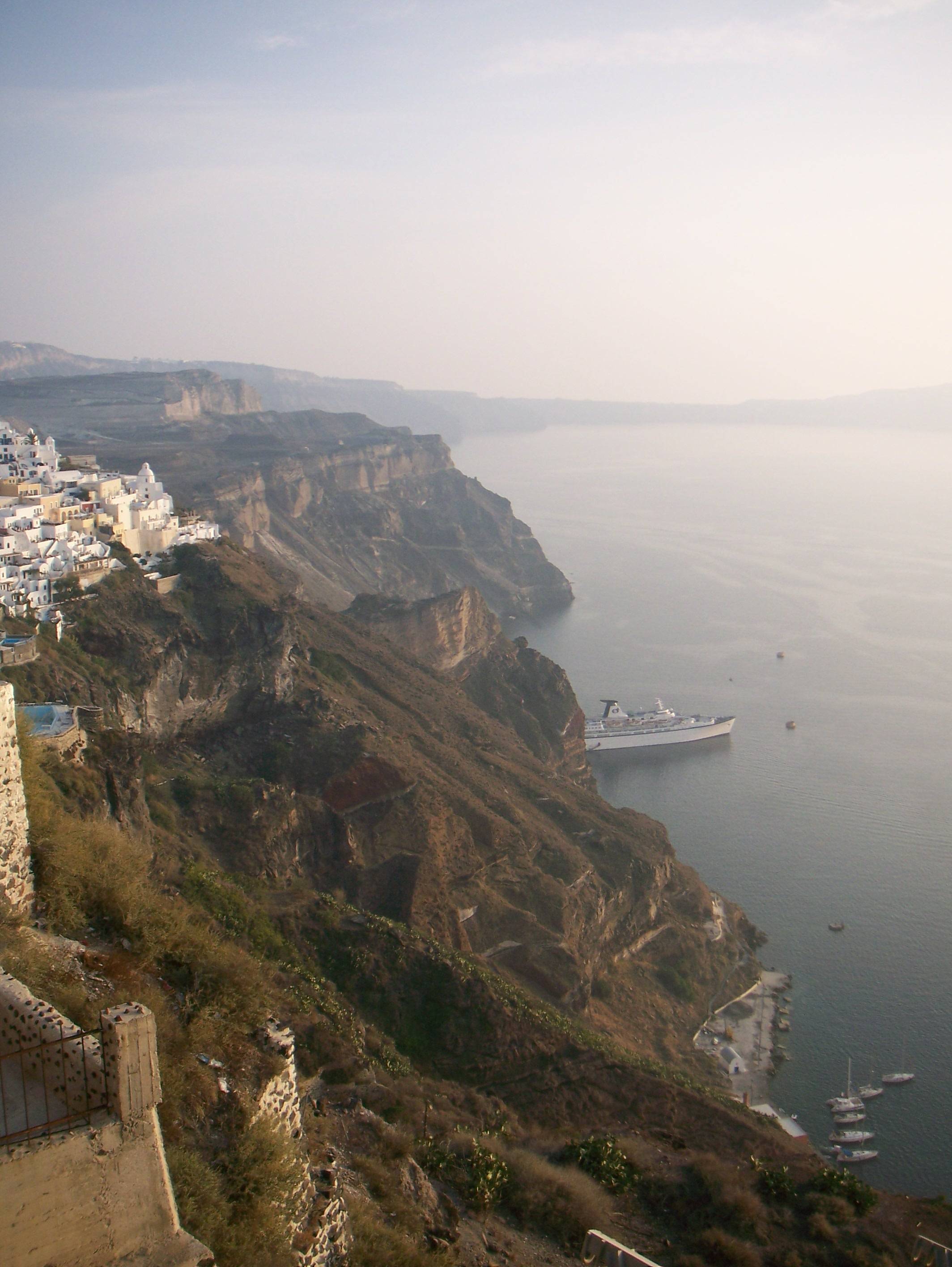
La paret de la caldera de l'illa Santorí

La caldera està formada per escuts de volcans superposats, tallats per quatre calderes parcialment superposades, de les quals la més antiga és la sud, que es va formar fa uns 180.000 anys. La caldera de Skaros es va formar fa uns 70.000 anys i la caldera del cap Riva fa uns 21.000 anys. La caldera actual es va formar fa uns 3.600 anys durant l'erupció minoica. Palea Kameni i Nea Kameni es van formar com a conseqüència de múltiples erupcions, inicialment submarines, al centre de la caldera.
Encara adormit, Santorí és un volcà actiu. Nombroses erupcions menors i mitjanes, de tipus efusiu, han format els escuts foscos de Nea i Palea Kameni dins de la caldera.
La seva última erupció va ser el 1950, i en l'actualitat només s'observa activitat de fumaroles, principalment dins dels cràters que han estat actius recentment. Mitjançant instrumentació GPS s'ha pogut determinar deformacions en els voltants de la caldera aparegudes en els anys 2011 i 2012.
La gran erupció minoica de Santorí al segle xviii aC va inspirar la llegenda de l'Atlàntida. Aquesta erupció s'estima que va tenir un índex de 7, el grau més alt d'una erupció amb el registre històric, en l'Índex d'explosivitat volcànica del Programa de Vulcanisme Global de la Smithsonian Institution.